# Ioan Rațiu Emlékház
A tordai Ioan Rațiu Emlékház műemlék épület Romániában, Kolozs megyében. A romániai műemlékek jegyzékében a CJ-IV-m-B-07867 sorszámon szerepel.